# Rindfleischetikettierungsüberwachungsaufgabenübertragungsgesetz
Das Rindfleischetikettierungsüberwachungsaufgabenübertragungsgesetz (RflEttÜAÜG) war im Jahre 1999 im deutschen Bundesland Mecklenburg-Vorpommern Teil eines Gesetzesvorhabens mit dem vollständigen Namen Rinderkennzeichnungs- und Rindfleischetikettierungsüberwachungsaufgabenübertragungsgesetz (RkReÜAÜG, anhörenⓘ). Dieses Gesetz sollte die Übertragung der Überwachungsaufgaben der Etikettierung von Rindfleisch und der Kennzeichnung von Rindern regeln.
Bei der Einbringung des Gesetzes in den Landtag nahmen die Abgeordneten das Gesetz (Regelung) nicht wirklich ernst. Der mecklenburg-vorpommersche Landwirtschaftsminister Till Backhaus entschuldigte sich daraufhin für die „mögliche“ Überlänge des Gesetzestitels. Das tatsächlich am 15. Dezember 1999 beschlossene Gesetz heißt Gesetz zur Übertragung der Aufgaben für die Überwachung der Rinderkennzeichnung und Rindfleischetikettierung; der amtliche Kurztitel (Kurzform) lautet Rinderkennzeichnungs- und Rindfleischetikettierungsüberwachungsaufgabenübertragungsgesetz. Das Gesetz wurde am 29. Mai 2013 aufgehoben.
Rindfleischetikettierungsüberwachungsaufgabenübertragungsgesetz ist mit 63 Buchstaben eines der längsten real verwendeten zusammengesetzten Hauptwörter der deutschen Sprache. 1999 wurde das Wort von der Gesellschaft für deutsche Sprache für die Wahl zum Wort des Jahres vorgeschlagen. Dieses Wort war auch ein wesentlicher Anstoß für den Linguisten Gerhard Augst für eine im Jahrbuch des Instituts für Deutsche Sprache erschienene Untersuchung über Mehrfachkomposita. In dieser Untersuchung stellt Augst fest, dass die Anzahl solcher langen Wörter – Bandwurmwörter – in den letzten hundert Jahren im Gegensatz zu Kurzwörtern und Abkürzungen nicht wesentlich zugenommen hat.

## Längere Wörter
Von 1992 bis 1996 stand im Guinness-Buch der Rekorde der Name einer Donaudampfschifffahrtselektrizitätenhauptbetriebswerkbauunterbeamtengesellschaft, deren Existenz aber fraglich ist.
Im Dezember 2003 wurde durch die im November 2007 wieder aufgehobene Grundstücksverkehrsgenehmigungszuständigkeitsübertragungsverordnung (GrundVZÜV, 67 Buchstaben) ein neuer Rekord aufgestellt.